# Lordi-diszkográfia
A finn Lordi zenekarnak 2002-ben jelent meg a bemutatkozó albuma. Azóta folyamatosan jelennek meg az albumaik, és a banda is egyre népszerűbb. Első két albumuk csak Finnországban és Németországban jelent meg (A Get Heavy 2008-ban Amerikában is megjelent), azonban a The Arockalypse és a Deadache már Japánban, az Amerikai Egyesült Államokban, Kanadában és a világ más pontjain is a boltokba került.

## Stúdióalbumok
- Get Heavy (2002. január 27.) (Finn #3)
- The Monsterican Dream (2004. április 14.) (Finn #4)
- The Arockalypse (2006. március 1.) (Finn #1)
- Deadache (2008. október 29.) (Finn #5)
- Babez for Breakfast (2010)
- To Beast or not to Beast (2013)
- Scare Force One (2014)
- Monstereophonic (Theaterror Vs. Demonarchy) (2016)
- Sexorcism (2018)
- Killection (2020)
- Lordiversity (2021)

### Demo albumok
- Napalm Market (1993) (Kiadatlan)
- Bend Over and Pray the Lord (1997) (Kiadva 2012-ben a Scarchives Vol.1 részeként)

## Válogatásalbumok
- The Monster Show (2005. február 15.)
- Zombilation – The Greatest Cuts (2009. február 22.)
- Scarchives Vol.1 (2012. szeptember 3.)

## Kislemezek
- Would You Love a Monsterman? (2002) (Finn #1)
- Devil Is a Loser (2003) (Finn #9)
- My Heaven Is Your Hell (2004) (Finn #1)
- Blood Red Sandman (2004) (Finn #17)
- Blood Red Sandman (2004) (PROMO)
- Hard Rock Hallelujah (2006) (Finn #1)
- Who’s Your Daddy? (2006) (Finn #1)
- Would You Love A Monsterman? 2006 (2006) (PROMO)
- It Snows In Hell (2006) (Finn #2)
- They Only Come Out At Night (2007) (Finn #6)
- Beast Loose In Paradise (2008) (Finn #3)
- Bite It Like A Bulldog (2008) (Finn #1)
- Deadache (2008)
- This Is Heavy Metal (2010)
- Rock Police (2010) (PROMO)
- The Riff (2013)
- Sincerely With Love (2014) (PROMO)
- Nailed By The Hammer Of Frankenstein (2014)
- Scare Force One (2014) (PROMO)
- House of Ghosts (2015) (PROMO)
- Hug You Hardcore (2016)
- Your Tongue's Got The Cat (2018)
- Naked In My Cellar (2018)
- Shake The Baby Silent (2020)
- I Dug A Hole In The Yard For You (2020)
- Like A Bee To The Honey (2020)
- Believe Me (2021)

### Középlemezek
- Famous Five (2008. október 13.)

## Videóklipek
- Would You Love a Monsterman? (2002)
- Devil Is A Loser (2003)
- Blood Red Sandman (2004)
- Hard Rock Hallelujah (2006)
- Who’s Your Daddy? (2006)
- Would You Love A Monsterman? 2006 (2006)
- It Snows In Hell (2006)
- Hard Rock Hallelujah Euróvíziós 2007 (2007)
- Bite It Like A Bulldog (2008)
- This is Heavy Metal (2010)
- The Riff (2013)
- Nailed By The Hammer Of Frankeinstein (2014)
- Scare Force One (2014)
- Hug You Hardcore (2016)
- Your Tongue's Got The Cat (2018)
- Naked In My Cellar (2018)
- Shake The Baby Silent (2020)
- I Dug A Hole In The Yard For You (2020)
- Like A Bee To The Honey (2020)
- Believe Me (2021)

## Feldolgozások
- "Almost Human" (eredeti előadó: KISS) (1997) a 2012-ben kiadott Bend Over and Pray the Lord albumon található egyik szám
- "He's Back (The Man Behind The Mask)" (eredeti előadó: Alice Cooper) (2003) koncerteken adták elő, illetve a stúdiófelvételt a rádió adta le. Az eredeti felvételt Alice Cooper készítette el Constrictor című albumára 1986-ban.
- "Midnight Mover" (eredeti előadó: Accept) (2003) a stúdiófelvételt 2003-ban készítették el, azonban egy koncertfelvétel került fel a They Only Come Out At Night kislemezre 2007-ben. Az eredeti felvétel a német Accept Metal Heart albumán található.
- "The House" (eredeti előadó: Dingo) (2008) a 2008-as Deadache album finn kiadásának bónuszfelvétele, a Dingo 1986-os dalának átdolgozása.
- "God Of Thunder" (eredeti előadó: KISS) (2014) a Scare Force One album lemezbemutató koncertjén játszották el élőben 2014. november 1-én, és Mr. Lordi születésnapján, 2015. február 15-én.
- "I'm So Excited" (eredeti előadó: The Pointer Sisters) (2014) a Scare Force One album japán verzióján megtalálható bónuszdal.
- "Like A Bee To The Honey" (eredeti előadó: KISS) (2020 a Killection albumban található, Paul Stanley ki nem adott dala.

## DVD-k
- Market Square Massacre (2006)
- Bringing Back the Balls to Stockholm (2006)
- Recordead Live – Sextourcism in Z7 (2019)

## Filmek
- The Kin (2004)
- Dark Floors (2008)
- Monsterimies (2014)